# Anisia approximata
Anisia approximata là một loài ruồi trong họ Tachinidae.